# Trifluoracetophenon
Trifluoracetophenon ist eine organisch-chemische Verbindung aus der Gruppe der Ketone, wobei an die Carbonylgruppe eine Phenylgruppe und eine Trifluormethylgruppe gebunden ist.

## Herstellung
Trifluoracetophenon kann durch Friedel-Crafts-Acylierung hergestellt werden. Dazu wird Benzol in Kohlenstoffdisulfid mit Aluminiumchlorid und Trifluoracetylchlorid umgesetzt.

## Reaktionen und Verwendung
Trifluoracetophenon kann als Quelle für Trifluormethylgruppen zur Herstellung von Trifluormethylkupfer dienen. Dazu wird zunächst in Dimethylformamid ein Komplex aus Kupfer(I)-chlorid und Kalium-tert-butanolat hergestellt und dann das Trifluoracetophenon zugesetzt. Trifluormethylkupfer wiederum dient als Reagenz für Trifluormethylierungen. Nicht-enolisierbare Ketone wie Benzophenon können mit Trifluoracetophenon und Kalium-tert-butanolat direkt trifluormethyliert werden.
Daneben eignet sich Trifluoracetophenon als Katalysator für Oxidationsreaktionen. Als stöchiometrisches Oxidationsmittel dient dabei Wasserstoffperoxid. Trifluoracetophenon liegt überwiegend als Ketonhydrat vor, bei dem in Gegenwart von Wasserstoffperoxid vermutlich eine oder beide Hydroxygruppen gegen Hydroperoxid-Gruppen ausgetauscht werden können, wodurch das eigentliche Oxidationsmittel gebildet wird. Dieses eignet sich, um tertiäre Amine mit über 95 % Ausbeute in N-Oxide zu überführen, beispielsweise Pyridin zu Pyridin-N-oxid oder N-Methylmorpholin zu N-Methylmorpholin-N-oxid. Auch als Katalysator für die Epoxidierung von Alkenen mit Wasserstoffperoxid ist es geeignet.